# 新帝国主义

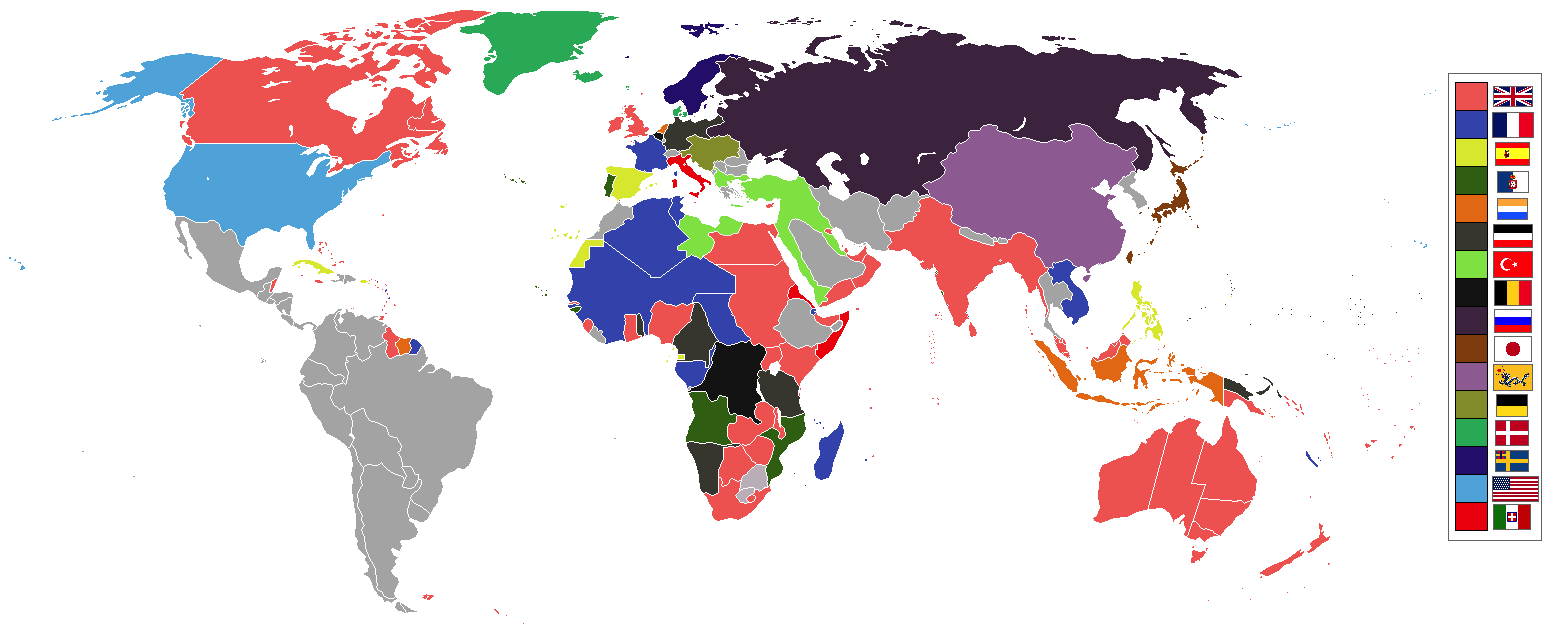
1898年的世界各大帝國的版圖

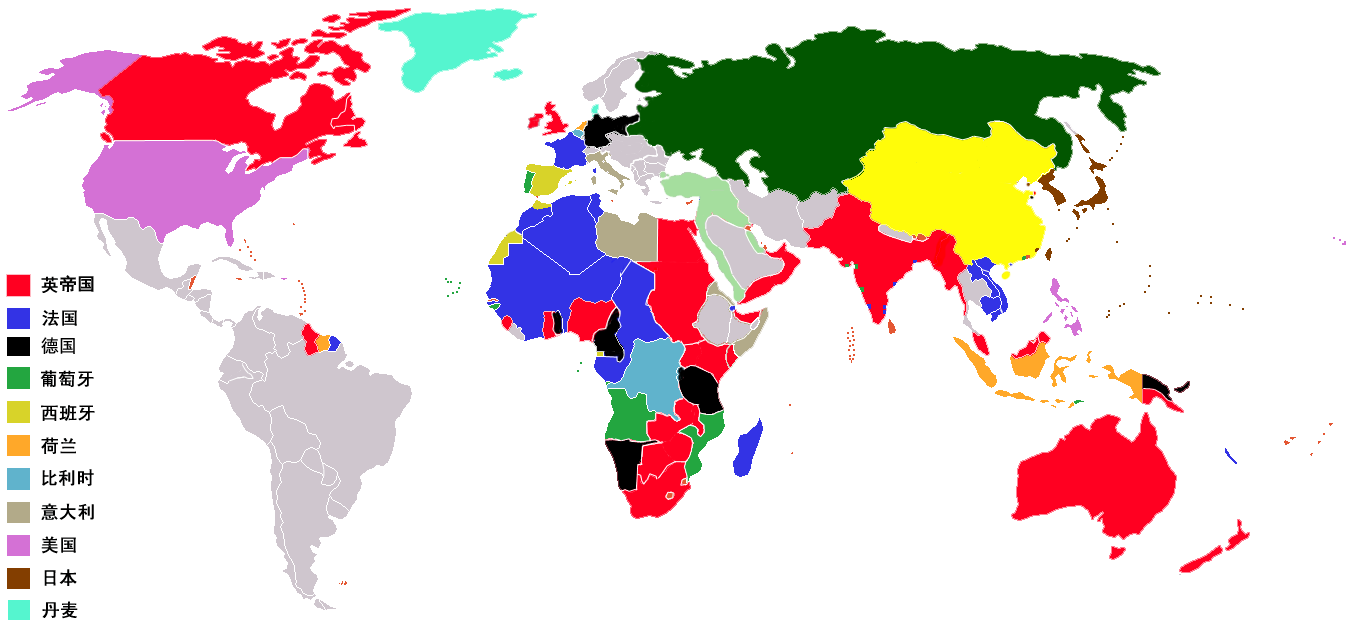
1914年的世界殖民地

新帝國主義（New Imperialism）是19世紀晚期至20世紀初世界強權，主要是大英帝國、俄羅斯帝國、法蘭西共和國、德意志帝國、大日本帝國及意大利王國，以其軍事力量積極對外拓展殖民地及政治勢力。在1870年普法戰爭至第一次世界大戰的四十多年間，是新帝國主義的全盛時期。

## 和舊帝國主義的分別
英國史學家霍布斯邦對新帝國主義作出精確的時間段限，他把1875-1914年定義為「帝國的年代」，強調歐洲人因為1873-1896年間嚴重的經濟蕭條，為了紓緩經濟困難，大幅向亞非地區殖民，以獲取殖民地的原料和市場，並提供本國人急需的就業機會，並將商品傾銷以獲取暴利，因而此次擴張主要是以資本和商業行為來驅動的，與舊時代農業帝國等爭奪自然地理資源的權力擴張有著分別，便稱之為新帝國主義。
新帝國主義和十六世紀至十九世紀初的殖民形式舊帝國主義或古代的帝國主義有所不同，在十六世紀至十九世紀初的舊帝國主義，其目的主要是透過爭取海外貿易利益以富裕母國，當時的西方各國會利用殖民地作為貿易補給站或利用殖民地生產貨品，直接轉售給顧客（如荷蘭人直接將香料轉賣予自己人或其他歐洲國家）。但新帝國主義是在貿易的基礎上，加上工業革命帶來的影響而產生的，殖民地的作用是提供歐洲列強所需的林業及礦產資源，從殖民地取得天然資源後，先運往母國工業加工，再運往他處進行傾銷，或製成軍火支持進一步掠奪殖民地。
其次，舊帝國主義時西方各國和其他國家的地位上大致是平等的，雙方同以農業為基礎，國力相差不遠，有時西方各國甚至要屈從於其他國家的限制，以維持貿易的可能性，如西方國家必須遵守清廷和江戶幕府規管下在華及在日的貿易限制。但新帝國主義時，兩者的國力存在著很大的落差，西方各國以堅船利砲打破其他國家的限制，進行工業傾銷，以及大幅擴張領土，強制他國接受其法令與外交要求，譬如在1840年代前，英國對華只要求允許自由貿易及平等外交，但數十年後，英國的目標便是獲取經濟特權，對中國進行商品傾銷，以至佔領中國藩屬和劃分勢力範圍以扶助本土工業發展。
大致說來，新帝國主義與舊帝國主義最大的不同在於：舊帝國主義注重經濟和權力的調配掌控，而新帝國主義更有領土掠奪的野心和及明確的政治目的，例如德國、義大利和日本即想藉對外殖民，證明自己已躋身列強之林。

## 原因

### 經濟
十九世紀開始，歐洲步入工業革命年代，西方各國的經濟加速發展，並開始令世界的各國發展趨向兩極化，一是工業發達的強國，另外的則停留在傳統農業和手工業的弱國。機械的原材料——鐵和鋼以及燃料——煤產量的提高使各個國家能夠加速商品的生產，以令本土市場的需求逐漸不能滿足物品的供應，與此同時，工業生產增加也令原料的需求不斷上升。故此推動工業發達的國家開拓其工業製成品的外銷市場，也加強各國著力控制以至爭奪原料產地，而工業落後的弱國正適合成為各工業強國輸出商品的市場和掠奪原料的對象，故此十九世紀中後期至二十世紀初，各大國的商人及企業界皆催促著列強政府爭奪殖民地以取得原料供應地及市場。這段時期的大國藉由開闢殖民地，來拓展原料供應及銷售市場。在1870年代統一的新興國義大利，在立國統一短短十餘年之間便著意於殖民地開拓，在1881年和法國爭奪突尼西亞。1890年威廉二世推動殖民地擴張。法國在普法戰爭戰敗後亦繼續擴張其殖民地。

### 文化
文化上歐洲各國也以所謂「白人的負擔」與社會達爾文主義來推動他們的殖民地拓展，他們認為將落後地區歸入殖民地，是給予這些地區機會進行文明使命，除此之外，教會也希望隨歐洲文明的進入向他國宣導基督教思想。

## 主要殖民地和国家之间的衝突
- 1881年法國和義大利之間對立所引發的突尼西亞衝突
- 1882年英國及法國爭奪埃及所引發的對立
- 1894年至1895年大清帝国与大日本帝国为了朝鲜半岛利益冲突所爆发的甲午战争
- 1896年至1902年英國和德國就南非波爾戰爭引發的對立
- 1898年英國及法國爭奪蘇丹法紹達一地所引發的法绍达事件
- 1898年美国及西班牙争夺古巴和菲律宾所引发的美西战争
- 1900年英国、日本、美国、法国、俄国、意大利、德國和奥匈帝国组成联军入侵大清帝国的八国联军之役。
- 1904年至1905年日本与俄罗斯因朝鲜半岛以及辽东半岛利益冲突爆发的日俄战争
- 1905年法國及德國之間對立所引發的第一次摩洛哥危機
- 1911年法國及德國之間對立所引發的第二次摩洛哥危機
- 1912年至1913年巴尔干半岛的土耳其、希腊、保加利亚和塞尔维亚因领土问题而爆发第一次巴尔干战争和第二次巴尔干战争
- 1914年至1918年同盟国和协约国两大阵营因殖民地问题爆发第一次世界大战

## 影響
新帝國主義的殖民地爭奪會引致列強彼此間有所衝突，如1880年波耳戰爭、1881年的突尼西亞、1898年法紹達事件及第一次世界大戰前兩次摩洛哥危機，都引致列強關係的僵局，另外，新帝國主義的擴張加劇第一次世界大戰列強軍備競賽，如英德兩國在海軍規模上彼此競爭。殖民地擴張也加劇敵對同盟的形成，如法國侵佔突尼西亞迫使意大利王國投向德奧同盟進而變成三國同盟，德國進行殖民地擴張也迫使英國投向法俄同盟。故此新帝國主義的殖民地擴張某種程度上促使第一次世界大戰的爆發。